# 中性子反射体
中性子反射体（ちゅうせいしはんしゃたい、neutron reflector）は中性子を反射する物質。中性子の反射は鏡面反射ではなく弾性散乱に似ている。このような物質にはグラファイト（黒鉛）、ベリリウム、鉛、鉄、炭化タングステンなどの物質があげられる。中性子反射体は核物質から発生した中性子を核物質へと反射することで臨界量に満たない核分裂性物質を臨界状態にすることができ、また臨界量、超臨界量での核分裂反応を増加させることができる。

## 原子炉
ウラン黒鉛連鎖を行う黒鉛炉タイプの原子炉ではグラファイトの外殻に炉が囲まれており、この外殻は中性子を炉の中へと反射するため、核燃料使用量が大きく低減できる。
より高寿命な小型炉の設計には、円柱状の燃料体の可動の中性子反射体が要求される。この可動の反射体がゆっくりと下に向かって移動することで燃料が円柱の上から下に向かって燃えるようになる。
グラファイトやベリリウムのような軽い素材で作られた反射体は中性子の運動エネルギーを減らす減速材としても使用される。これに対し、重い反射素材である鉛や鉛ビスマス共晶合金は中性子速度減速の効果が小さい。

## 核兵器
核兵器では、核分裂物質の臨界量を減らすために外殻を中性子反射材によって構成している。この外殻には慣性力で反応物質の膨張を遅れさせる役目もあるためにタンパー（tamper）と呼ばれており、核反応によって反応物質が完全に反応する前に爆散してしまうことを防ぐために搭載され、より強力で効果的な爆発を引き起こす。核兵器の極限の圧力下ではあらゆる物質がその状態を維持・残存し得ないため、強度だけではなく強度と中性子反射の反射性の強さが求められる。密度が高いほど効果的なタンパーとなる上、高密度の物質はそれ自体が優秀な中性子反射体となる。そのため高密度素材は核兵器に二重の意味で適しているといえる。初期の核兵器には重いウランや炭化タングステンのタンパーが使われた。
しかし、重いタンパーは大きく高出力の爆縮体を必要とするため核兵器が大型化してしまう。そこで現代の熱核兵器は反応の初期段階のX線をよく透過する軽量のベリリウム反射体を使用することがある。この時発生したエネルギーは次の段階である爆縮に用いられる。
タンパーの効果は中性子の反射と爆発を遅らせることによる反応効率の向上であるが、反射のプロセスに時間がとられるため臨界量低減の効果自体はそれほど大きくない。